# Vil·la Hadriana
La Vil·la Hadriana o Vil·la Adriana, també dita la Vil·la d'Hadrià (en italià: Villa Adriana), és un dels més famosos complexos arqueològics romans. Està situada a 23 quilòmetres de Roma, als afores de Tívoli. Està inscrita en la llista del Patrimoni de la Humanitat de la UNESCO des del 1999.

## Història
La vil·la va ser creada al segle ii per l'emperador Hadrià a Tíbur, l'actual Tívoli, com a lloc de repòs. Es deia que a Hadrià no li feia el pes el palau del turó Palatí de Roma, cosa que el va dur a construir aquest lloc de retir, on va passar els últims anys de la seva vida i des d'on va governar l'imperi. S'hi va concentrar una gran cort que hi vivia de manera permanent i que estava en comunicació constant amb Roma per un servei postal.
Després d'Hadrià, la vil·la va ser usada per diversos dels seus successors. Durant el declivi de l'Imperi Romà, va caure en desús i va quedar parcialment en ruïnes. Al segle xvi, el cardenal Hipòlit II d'Este en va fer traslladar una gran part dels marbres i de les estàtues per decorar la seva pròpia vil·la, situada dins mateix de Tívoli. Entre les estàtues que hi havia a la vil·la Adriana se citen, entre d'altres, una còpia del Discòbol de Miró (Museu Britànic), les vuit muses de Cristina de Suècia (Museu del Prado), la Diana de Versalles (Museu del Louvre) o l'Antínous Capitolí (Museus Capitolins).

## Estructura i arquitectura

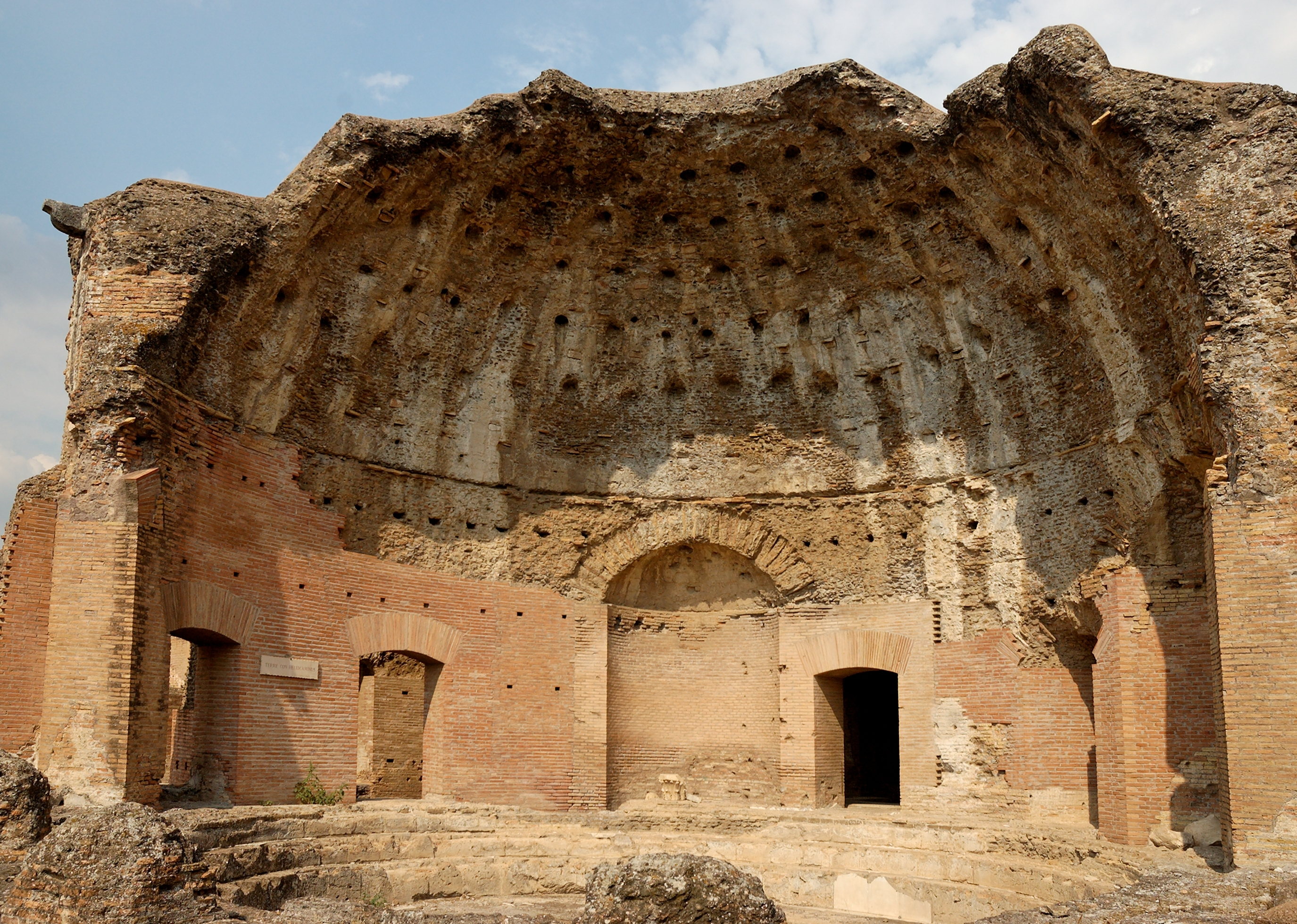
Les termes de l'Heliocaminus

La vil·la Adriana era un complex de més de 30 edificis en una extensió d'almenys un quilòmetre quadrat, una gran part del qual encara està per excavar. Va ser el més gran exemple romà d'un jardí de tipus alexandrí, que recreava un paisatge sagrat.
És com una petita ciutat, amb palaus, fonts, diverses termes, biblioteques, teatres, temples, sales per a cerimònies oficials i habitatges per als cortesans, els pretorians i els esclaus.
Va reunir tot de construccions que representen diferents llocs i monuments del món romà. Per això mostra una gran diversitat d'ordres arquitectònics, majoritàriament grecs i egipcis. Hadrià, un emperador que va viatjar molt, va manllevar aquests models, com el de les cariàtides per al Canop, juntament amb les estàtues del costat que representen el déu egipci de la fertilitat, Bes. La biografia d'Hadrià afirma que els diversos espais de la vil·la foren batejats amb el nom dels llocs que l'emperador va veure durant els seus viatges.
Només uns quants llocs dels esmentats en la biografia poden tenir una correlació precisa amb les ruïnes de l'actualitat.

### ElCanopi elSerapeu

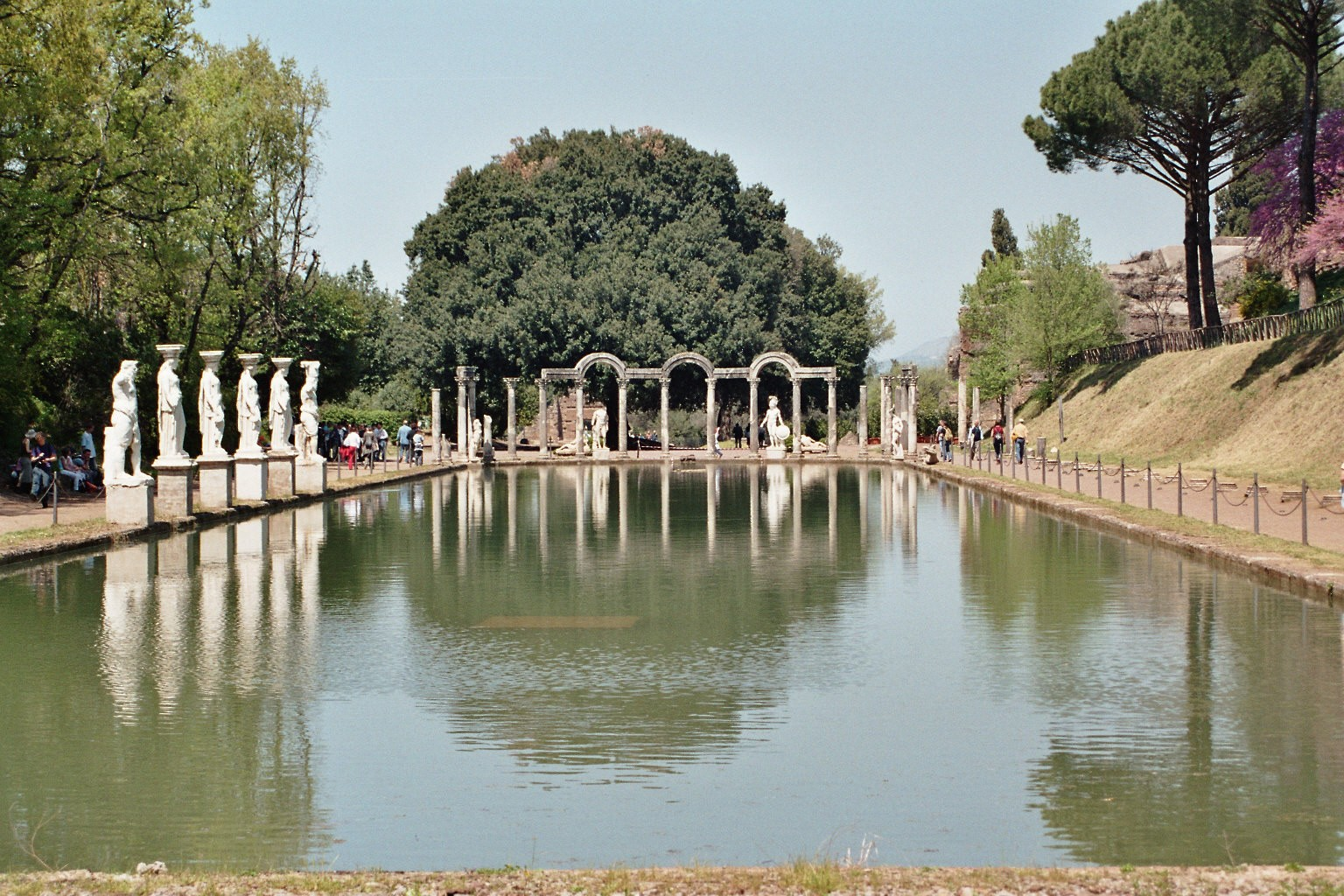
La piscina del Canop, amb les cariàtides i les estàtues de Bes a l'esquerra

Una de les parts de la vil·la més sorprenents i més ben conservades són una piscina i una gruta artificial que van rebre el nom de Canop (Canopus) i Serapeu (Serapeum), respectivament. Canop era una ciutat egípcia on hi havia un temple (el Serapeu) dedicat al déu Serapis. No obstant això, l'arquitectura té influències gregues (la qual cosa és típica de l'arquitectura romana de l'alt imperi), com es pot veure en les columnes corínties i les còpies de famoses estàtues gregues que envolten la piscina. De l'aigua emergia un cocodril esculpit amb tota mena de detall.

Hi ha una anècdota que involucra el Serapeu i, particularment, la seva cúpula. Un destacat arquitecte de l'època, Apol·lodor de Damasc, va menysprear els dissenys d'Hadrià, tot comparant la cúpula del Serapeu amb una «carabassa». Literalment, va dir:
| « | Ves-te'n i dibuixa les teves carabasses. No hi entens gens, d'aquests detalls arquitectònics. | » |

Quan Hadrià es va convertir en emperador, Apol·lodor va sofrir l'exili i més tard se'n va ordenar la mort.

### El Teatre Marítim

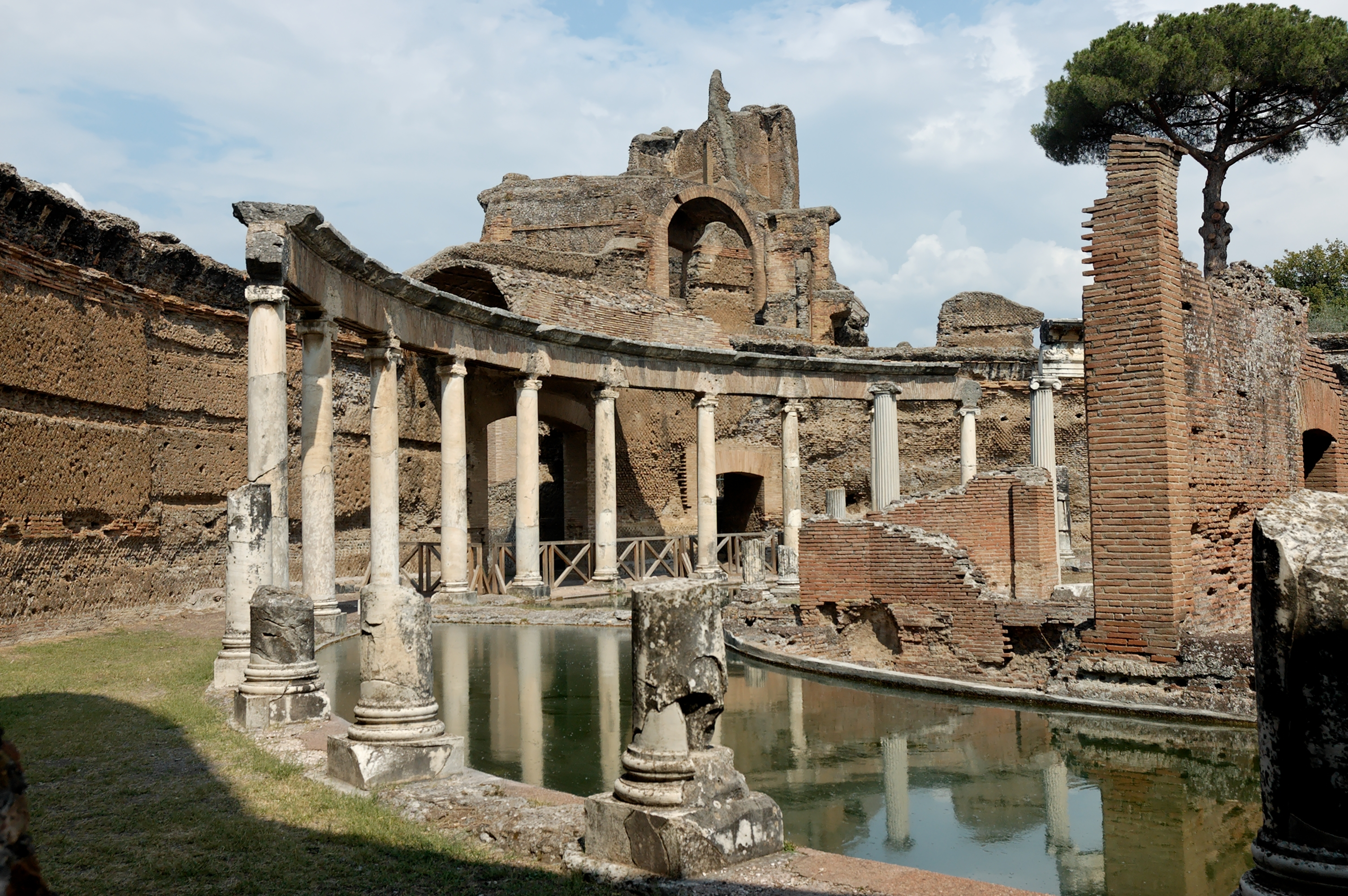
El Teatre Marítim, amb la biblioteca Grega al fons

Una estructura interessant de la vil·la és l'anomenat Teatre Marítim. Consisteix en un pòrtic rodó amb una volta sostinguda per pilars. Dintre del pòrtic, hi ha una piscina en forma d'anell amb una illa central. Antigament, l'illa estava connectada amb el pòrtic per dos ponts llevadissos. A l'illa hi ha una petita vil·la romana sencera, amb un atri, una biblioteca, un triclini i unes petites termes. Mostra l'estil jònic clàssic. Aquesta edificació probablement va ser usada per l'emperador com a lloc per a reposar de l'atrafegada vida cortesana.

### Altres edificis d'interès
- La plaça d'Or, grandiós peristil.
- El Pecile, una reconstrucció de la stoà Poikile (o pòrtic Pintat), que era el centre polític i cultural de la ciutat d'Atenes, per la qual es passejaven els estoics que en van prendre el nom, la predilecta d'Hadrià durant els seus nombrosos viatges per terres de Grècia.
- L'edifici de les tres exedres.

- El teatre grec.

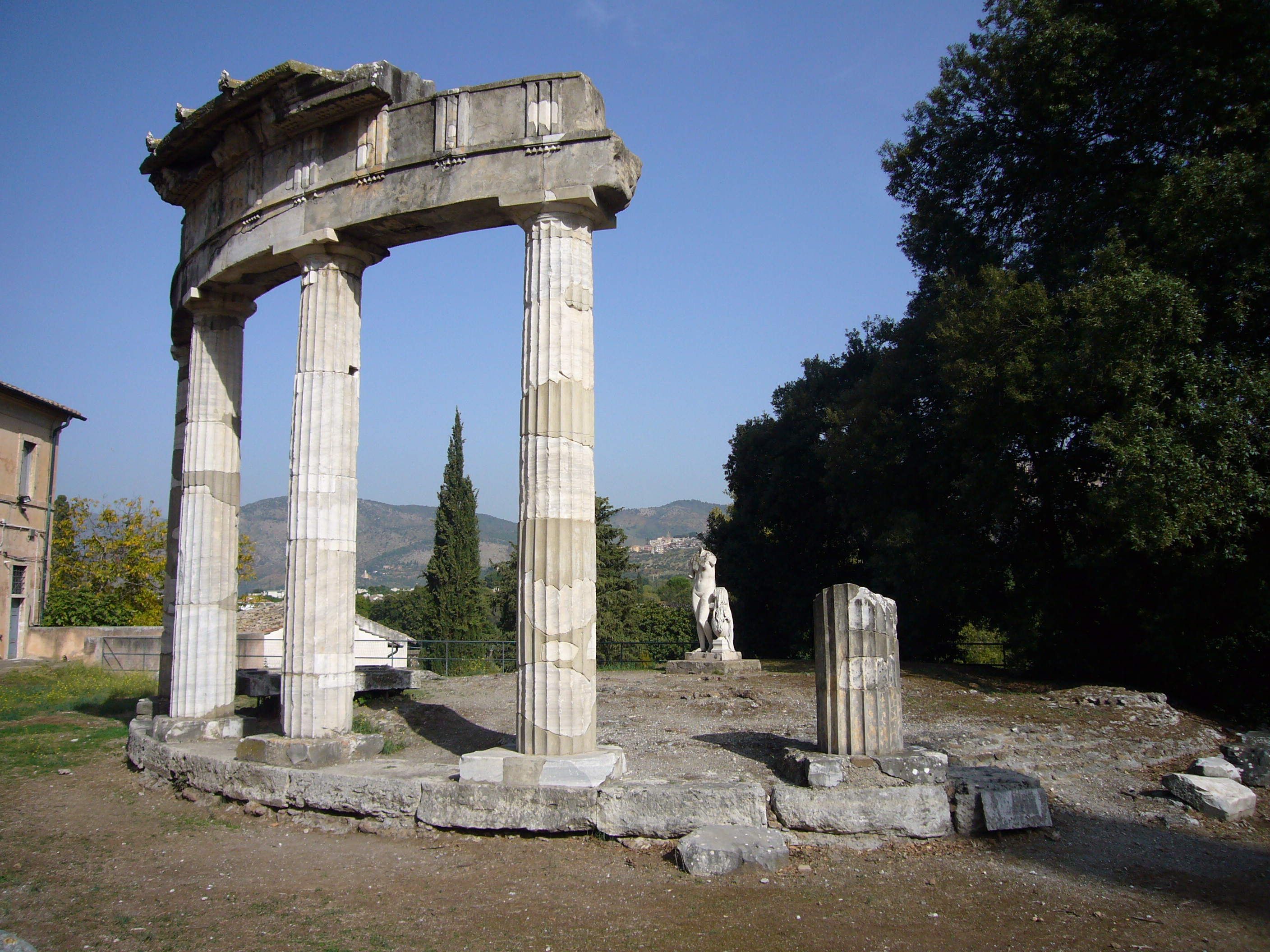
El templet de Venus

- Les petites Termes, destinades a les dones.
- Les grans Termes, destinades als homes.
- Les termes de l'Heliocaminus, les més antigues de la vil·la.
- El templet circular de Venus.
- Les biblioteques llatina i grega.
- Les cent cambretes, destinades al personal de servei.

El 1998, es van descobrir a la vil·la les restes de la monumental tomba d'Antínous, el benvolgut company d'Hadrià, o un temple a la seva memòria.